# East Lake, Florida
East Lake är en ort (CDP) i Pinellas County, i delstaten Florida, USA. Enligt United States Census Bureau har orten en folkmängd på 30 962 invånare (2010) och en landarea på 74,9 km².